# Tillabéri (region)
Tillabéri er en af Nigers syv regioner. Regionen (da kaldt departement) blev oprettet i 1992, da departementet Niamey blev opdelt i et administrativt separat hovedstadsdistrikt for Nigers hovedstad Niamey, og resten af departementet blev så Tillabéri der helt omslutter byen. Regionen har et areal på 97.506 km², og havde 2.500.454 indbyggere i 2010. Regionens hovedstad er byen Tillabéri.

## Geografi
Tillabéri ligger i Sahelbæltet; Floden Niger løber gennem regionen, og mod nordvest ligger de temporært vandførende floder Béli, Gorouol og Sirba, og fra syd kommer floderne Mekrou og Tapoa.
Mod nord grænser regionen til nabolandet Mali, mod øst til regionen Tahoua og mod sydøst til Dosso. Mod sydøst er der et kort grænseafsnit til nabolandet Benin, og mod vest grænser Tillabéri til nabolandet Burkina Faso.
Yderst mod syd i regionen ligger nationalparken og verdensarvsområdet W.
Regionen er inddelt i seks departementer: Filingue, Kollo, Ouallam, Say, Téra og Tillabéri.

## Eksterne kilder og henvisninger
- Wikimedia Commons har flere filer relateret til Tillabéri (region)

14°12′N 1°25′Ø / 14.200°N 1.417°Ø